# Token Racing
Token Racing fue un equipo y constructor de automovilismo británico. Disputó 4 Grandes Premios de la temporada 1974 de Fórmula 1. Tony Vissapoulo y Ken Grob fueron sus creadores, y de sus nombres proviene la denominación Token.

## Historia
Token fue una escudería fundada por los dos financieros ingleses, Tony Vlassopoulo y Ken Grob en colaboración con el ingeniero de aviación Ray Jessop, de la British Aviation Company (BAC). Este había participado el año anterior en el proyecto Rondel F1 de Ron Dennis y Neil Trundle, que intentó sin éxito pasar de F2 a la categoría reina, al perder el patrocinio de la marca de carburante Motul por la crisis del petróleo de 1973.
El Rondel RJ01 diseñado por Jessop, pasó a ser el año siguiente el Token RJ02. Era un monocasco de aluminio que montaba un motor Cosworth DFV, caja de cambios Hewland y neumáticos Firestone.
Su primera aparición fue en el GP de Bélgica, con el también debutante piloto Tom Pryce. Se clasificó vigésimo, y tuvo que abandonar en la vuelta 66 tras un trompo, cuando intentaba adelantar al Tyrrell de Jody Scheckter, el cual rodaba en 5.ª posición. Tras esta actuación. Pryce fue fichado por equipo Shadow, aunque participó con Token en el XXVI BRDC International Trophy de Silverstone; retirándose también por accidente en la vuelta 15.
Token no inscribió ningún monoplaza en las 3 siguientes carreras (Mónaco, Suecia y Países Bajos) y aunque en Francia se inscribió al también debutante Jacques Laffite, finalmente no llegó a participar en la carrera y fichó luego por Frank Williams Racing Cars.
En el Gran Premio de Gran Bretaña el equipo contó con David Purley, que el año anterior había competido con el equipo familiar LEC Refrigeration Racing. Sin embargo el piloto falló en su intento de clasificar, quedando 26.º a unas 3 décimas del Trojan de Tim Schenken, último de la parrilla.
Nürburgring fue la única carrera que acabó un Token. Otro debutante, Ian Ashley, clasificó el RJ02 en la última posición y logró llegar a la meta a una vuelta del ganador, en el puesto 14.º. El Gran Premio de Austria sería la última participación de Token Racing en F1. Ashley clasificaría en el puesto 24 y, a pesar de acabar la carrera a 8 vueltas del vencedor, resultaría como no clasificado.
Token se retiró de Fórmula 1 en 1974 por problemas financieros. En 1975 fue vendido y participó en 1975 el la carrera no puntuable de Brands Hatch como Safir. pilotado por Tony Trimmer y terminando en 14.ª posición. La escudería Safir desapareció en la pretemporada de 1976.

## Resultados

### Fórmula 1
(Clave) (negrita indica pole position) (cursiva indica vuelta rápida)

| Año         | Chasis | Motor       | Neu. | N.º | Pilotos      | 1   | 2   | 3   | 4   | 5   | 6   | 7   | 8   | 9   | 10  | 11  | 12  | 13  | 14  | 15  | Puntos | Pos. |
| ----------- | ------ | ----------- | ---- | --- | ------------ | --- | --- | --- | --- | --- | --- | --- | --- | --- | --- | --- | --- | --- | --- | --- | ------ | ---- |
| 1974        | RJ02   | Ford DFV V8 | F    |     |              | ARG | BRA | RSA | ESP | BEL | MON | SWE | NED | FRA | GBR | GER | AUT | ITA | CAN | USA | 0      | NC   |
| 1974        | RJ02   | Ford DFV V8 | F    | 42  | Tom Pryce    |     |     |     |     | Ret |     |     |     |     |     |     |     |     |     |     | 0      | NC   |
| 1974        | RJ02   | Ford DFV V8 | F    | 42  | David Purley |     |     |     |     |     |     |     |     |     | DNQ |     |     |     |     |     | 0      | NC   |
| 1974        | RJ02   | Ford DFV V8 | F    | 32  | Ian Ashley   |     |     |     |     |     |     |     |     |     |     | 14  |     |     |     |     | 0      | NC   |
| 1974        | RJ02   | Ford DFV V8 | F    | 35  | Ian Ashley   |     |     |     |     |     |     |     |     |     |     |     | NC  |     |     |     | 0      | NC   |
| Referencia: |        |             |      |     |              |     |     |     |     |     |     |     |     |     |     |     |     |     |     |     |        |      |